# Goniagnathus hanifanus
Goniagnathus hanifanus är en insektsart som beskrevs av Dlabola 1979. Goniagnathus hanifanus ingår i släktet Goniagnathus och familjen dvärgstritar. Inga underarter finns listade i Catalogue of Life.